# Čifáre
Čifáre (in ungherese Csiffár) è un comune della Slovacchia facente parte del distretto di Nitra, nella regione omonima.